# Застава Краљевине Србије
Застава Краљевине Србије састојала се од три поља: горњег црвене боје, средњег плаве боје и доњег беле боје са великим грбом на средини. 
Државна и ратна застава су садржале и Грб Краљевине Србије.

## Галерија
- Поздрав са српског приморја, српски пропагандни постер.
- Разгледница Балканских ратова 1912—1913.
- Војник са ратном заставом Краљевине Србије
- Ратне заставе Српске Војске из Првог Светског Рата - заставе пукова.